# Oratorio dei Santi Bernardo e Lucia
L'oratorio dei Santi Bernardo e Lucia è un luogo di culto cattolico situato nel quartiere di San Siro, in piazza San Bernardo, nel comune di Santa Margherita Ligure nella città metropolitana di Genova. L'oratorio è sede dell'Arciconfraternita di San Bernardo.

## Storia

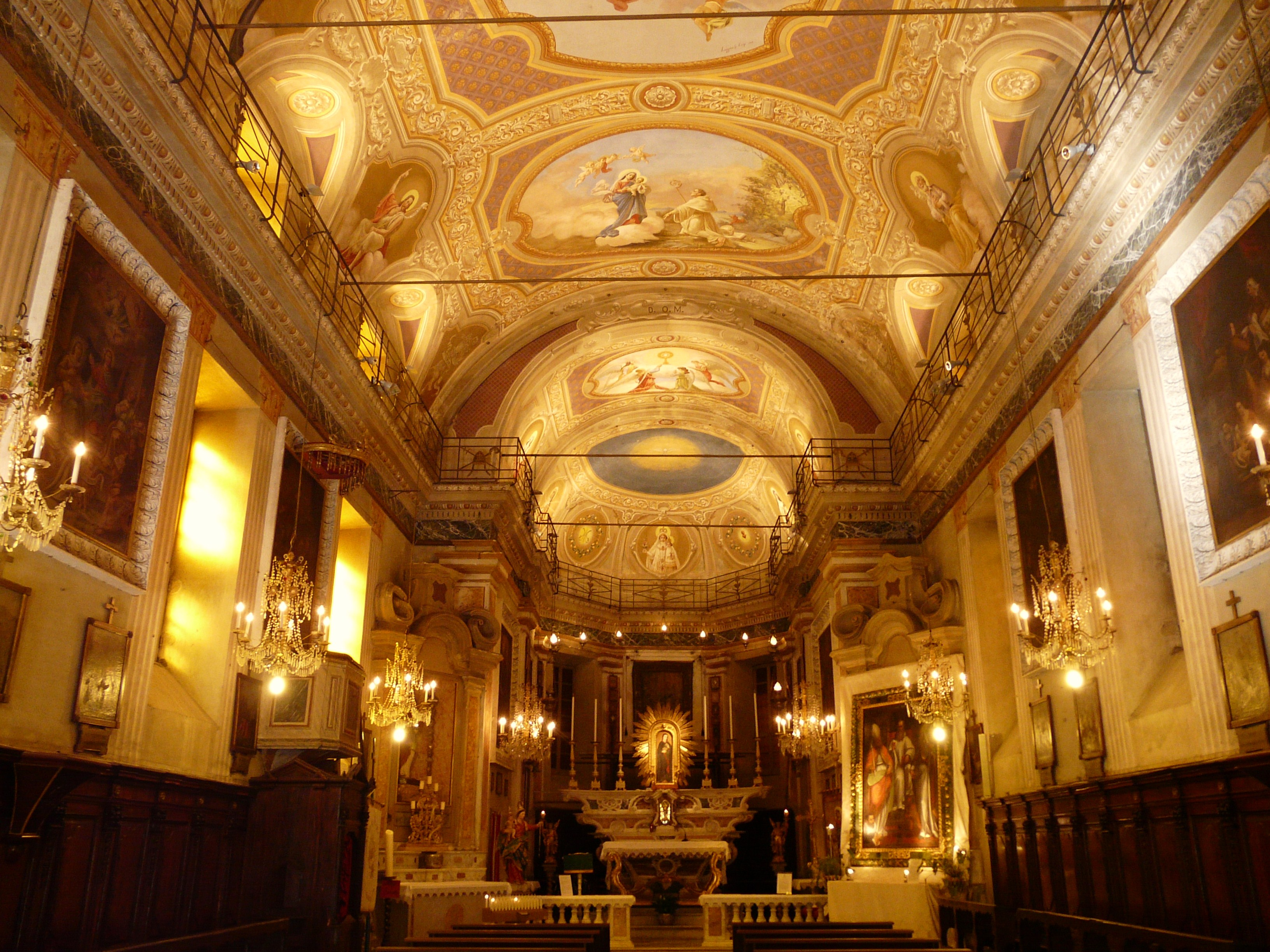
L'interno dell'oratorio

Di proprietà dell'Arciconfraternita di San Bernardo, sorse ai piedi della collina del Belvedere, lungo il rettilineo percorso un tempo dal torrente San Siro (oggi corso Giacomo Matteotti). Sono pochi gli elementi documentari che possono datare con certezza la nascita della confraternita, che dal medesimo ha preso il nome. La data della fondazione è controversa; la prima attestazione documentaria risale tuttavia al 1503, quando tale Giovanni Bancherio dispose un lascito di tre lire a favore dell'oratorio.
Il primitivo oratorio, oggetto di un sopralluogo da parte del visitatore apostolico e vescovo di Novara monsignor Francesco Bossi nel 1582, fu completamente ricostruito nel 1653, e questo potrebbe essere il primo ingrandimento dell'edificio quattrocentesco. Nei decenni successivi si provvide a rimuovere l'arredo e a ricostruire l'altare maggiore e i due laterali (1704).
Tra il Seicento e il Settecento la vita dell'oratorio raggiunse quei momenti di massimo splendore e di intensa attività comuni, in quel periodo, a tutte le confraternite genovesi. Tanto più che il 17 marzo 1708 venne confermata l'aggregazione della Compagnia di San Bernardo all'Arciconfraternita romana del Gonfalone, cui secondo un documento del 1740, era collegata da quasi 500 anni. Ora, poiché la Confraternita del Gonfalone risale al 1264, la fondazione dell'oratorio risalirebbe, quindi, addirittura al XIII secolo, con l'autorizzazione del Serenissimo Senato della Repubblica di Genova.

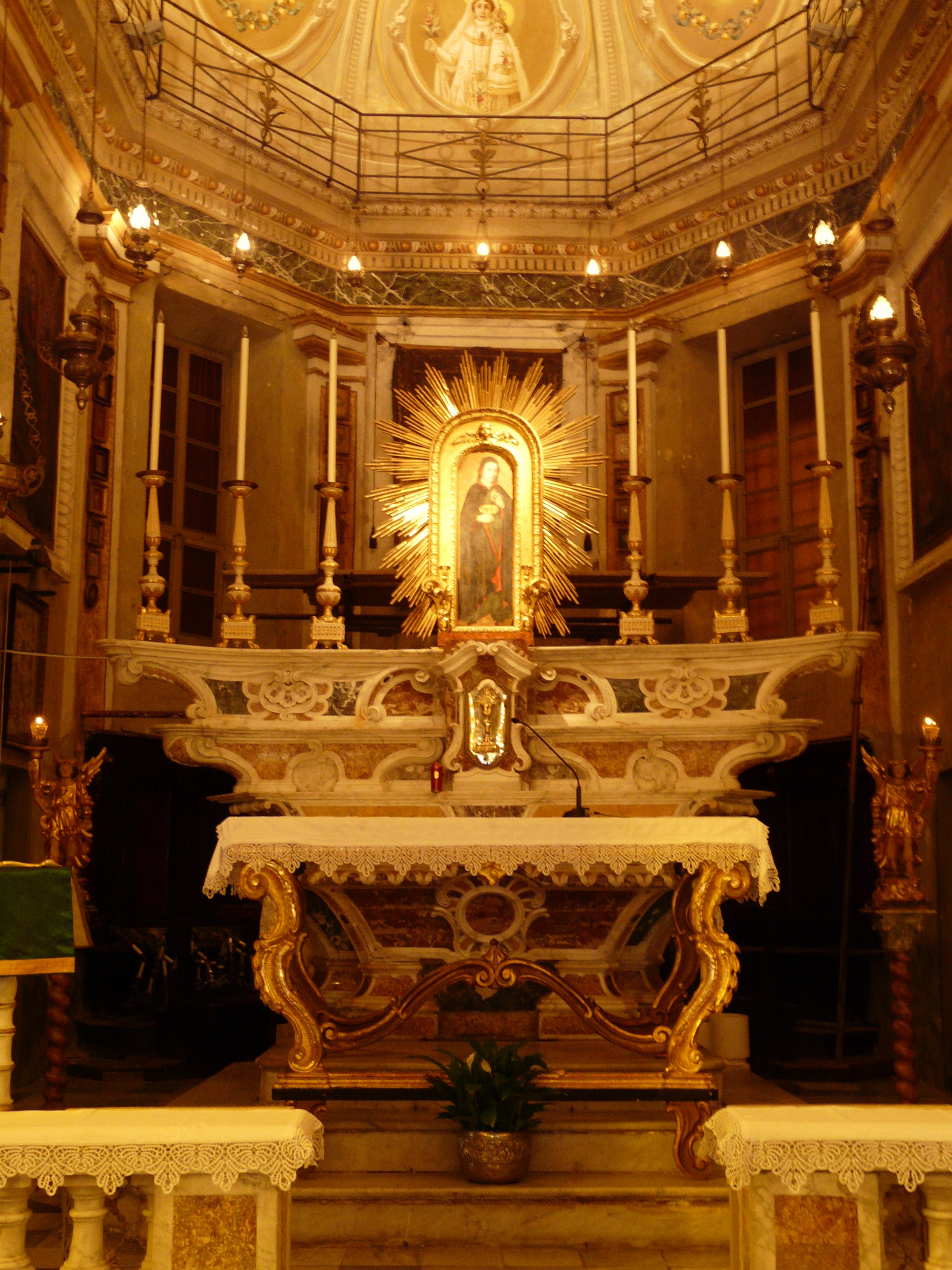
L'altare centrale

Sul finire del XVIII secolo l'oratorio non poté sottrarsi a quel depauperamento dei beni delle Confraternite che prese avvio con la dominazione francese in Liguria. Il 5 aprile 1798 un Decreto del Direttorio legislativo della Repubblica Ligure ordinò a chiese, conventi e oratori la consegna di tutte quelle suppellettili d'argento che non fossero strettamente necessarie agli usi liturgici. E successivamente, neppure si sottrasse al famoso Decreto Bourdon, che sopprimeva di fatto la vita associativa delle Confraternite assegnandone i beni alle chiese parrocchiali. L'oratorio di San Bernardo, in questi anni, risulterebbe altresì occupato da una compagnia di commedianti, i quali però, ne furono allontanati dopo breve tempo.
La confraternita poté riprendere la sua attività nel 1814, dopo che i francesi ebbero lasciato Genova e per alcuni decenni si cercò di far rivivere le antiche tradizioni, rinnovando l'edificio che assume l'aspetto che mantiene ancora oggi, dopo il restauro del 1873 e, successivamente, del 1961.
Di pregio storico-artistico è il dipinto San Bernardo in cattedra tra sant'Erasmo e san Nicola da Bari opera del pittore Bernardo Castello che la dipinse nel XVI secolo e, sull'altare maggiore, la tela di Santa Lucia del XV secolo di Ludovico Brea.